# 福州格致中学
福州格致中学（ふくしゅうかくちちゅうがく、拼音: Fúzhōu Gézhì Zhōngxué、英語表記: Fuzhou Gezhi High School）は、福建省の高等学校。所在地は中国福建省福州市。「格致中学（かくちちゅうがく）」あるいは「福州五中（ふくしゅうごちゅう）」とも呼ばれている。

## 特色
- 福州市中学生オーケストラ団
- 福建省天文学会天文台

## 格致中学出身の著名な学者
- 核医学者 王世真（中国語: 王世真）（1916.3.7-2016.5.27，中国科学院院士）
- 天文学者 陳建生（中国語: 陈建生）（1938.7.8-，中国科学院院士）
- 数学者 劉応明（中国語: 刘应明）（1940.10.8-2016.7.15，中国科学院院士）
- 化学者 陳懿（中国語: 陈懿）（1933.4.11-2005.9.1，中国科学院院士）
- 地理学者 陳鏡明（1956.7.25-，カナダ王立科学アカデミー会員）

## 栄誉
- 55892番の小惑星（福州格致星）

## 付属学校
- 福州格致中学鼓山校区